# فيرنر هوغ
فيرنر هوغ هو لاعب شطرنج سويسري، ولد في 10 سبتمبر 1952 في مايلن في سويسرا.

## وصلات خارجية
- فيرنر هغ على موقع الاتحاد الدولي للشطرنج (الإنجليزية)
- فيرنر هغ على موقع مباريات الشطرنج (الإنجليزية)
- فيرنر هغ على موقع 365Chess.com (الإنجليزية)
- فيرنر هغ على موقع Chesstempo.com (الإنجليزية)
- فيرنر هغ سجل أولمبياد الشطرنج على موقع OlimpBase.org (الإنجليزية)